# Élection gouvernorale gagaouze de 2023
L'élection gouvernorale gagaouze de 2023 a lieu les 30 avril et 14 mai 2023 afin d'élire pour quatre ans le gouverneur de Gagaouzie (ou Bashkan) de la région autonome moldave de Gagaouzie. 
L'indépendante Irina Vlah n'est pas éligible, les mandats du gouverneur gagaouze étant limités à deux.
La candidate du Parti Șor (PȘ), Evghenia Guțul  et celui du Parti des socialistes de la république de Moldavie (PSRM), Grigorii Uzun, se qualifient pour le second tour, remporté par Evghenia Guțul.

## Contexte

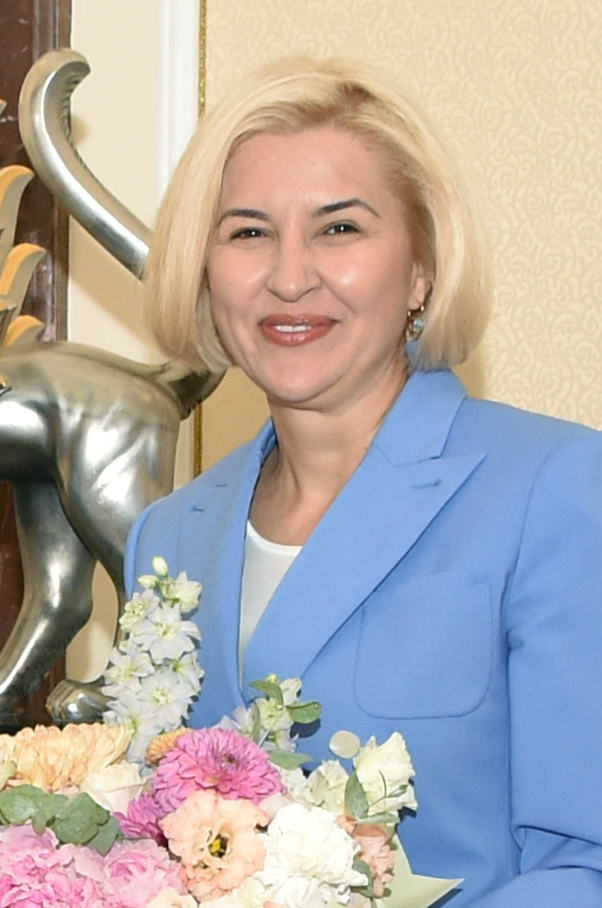
Irina Vlah

La gouverneure sortante, Irina Vlah, est en poste depuis son élection en 2015, suivie de sa réélection en 2019, chaque fois au premier tour. Femme politique indépendante, Irina Vlah est soutenue par le Parti des socialistes (PSRM). Sa réélection intervient à une écrasante majorité de 91,27 % des suffrages exprimés, que le taux de participation permet de valider de justesse, les élections gouvernorales gagaouzes étant soumises à d'important quorum de participation. Soumise à une limitation à deux mandats consécutifs, elle n'est pas éligible au scrutin de 2023,. 
La vie politique moldave est par la suite marquée par la victoire des opposants au PSRM, Maia Sandu remportant l'élection présidentielle de 2020 sous l'étiquette du Parti action et solidarité (PAS), face au président PSRM sortant Igor Dodon. Le scrutin s'inscrit dans la continuité d'une division très marquée des partis moldaves entre ceux favorable aux intérêts de la Russie, dont le PSRM, et ceux favorable à un rapprochement avec l'Union européenne, dont le PAS,. La nouvelle présidente convoque des élections législatives anticipées l'année suivante, largement remportée par le PAS qui détient depuis la majorité absolue des sièges au Parlement, entérinant ainsi la victoire du camp pro-UE.
La Moldavie est par la suite fortement impactée par le déclenchement en février 2022 de l'invasion de l'Ukraine par la Russie, cette dernière ayant pour objectif apparent d'opérer une jonction avec le république séparatiste de Transnistrie. Allié au président ukrainien Volodymyr Zelensky, lui aussi pro-européen, le gouvernement de Maia Sandu lui apporte son soutien et accueille près d'un demi million de réfugiés ukrainiens. Le pays obtient en retour le soutien de l'Union européenne, qui lui accorde le 22 juin le statut de candidat à l'adhésion.
Historiquement très largement pro-russe, l'électorat gagaouze n'est cependant pas l'objet d'une compétition par le PAS, qui préfère s'abstenir plutôt que de participer à un scrutin jugé perdu d'avance. Cette décision est critiquée courant mars 2023 par Irina Vlah, qui accuse le gouvernement d'ignorer les projets de développement portés par la région autonome. La gouverneure perd cependant le soutien du PSRM, qui lui reproche ses déclarations favorables à la décision de la Cour constitutionnelle et du gouvernement de qualifier la langue officielle du pays de « roumain » et non de « moldave ».

## Système électoral
Le gouverneur de Gagaouzie (Bashkan) est élu au scrutin uninominal majoritaire à deux tours pour un mandat de quatre ans, renouvelable une seule fois de manière consécutive. La campagne électorale officielle a lieu au cours des soixante jours précédant le scrutin,.
Est déclaré élu le candidat ayant recueilli la majorité absolue des suffrages exprimés au premier tour ou, à défaut, le plus de suffrages lors d'un second tour organisé quatorze jours plus tard entre les deux candidats arrivés en tête au premier tour. 
L'élection est déclarée valide à la condition que la participation ait été d'au moins 50 % des inscrits au premier tour, ou 33 % au second tour. Dans le cas contraire, il est procédé à un nouveau tour de scrutin. Le gouverneur entre en fonction après confirmation de l'élection par un décret du président de la république de Moldavie.

## Conditions de candidatures
Sont éligibles les Gagaouzes âgés de plus de 35 ans parlant couramment le gagaouze.
La loi électorale moldave n'autorisant pas les partis politiques régionaux, les élections du dirigeant de la minorité turcophone gagaouze sont historiquement marquées par la forte présence de candidats indépendants, ce qui n'empêche pas ces derniers d'afficher parfois leur proximité avec l'un ou l'autre parti ou dirigeant national moldave.

## Candidats

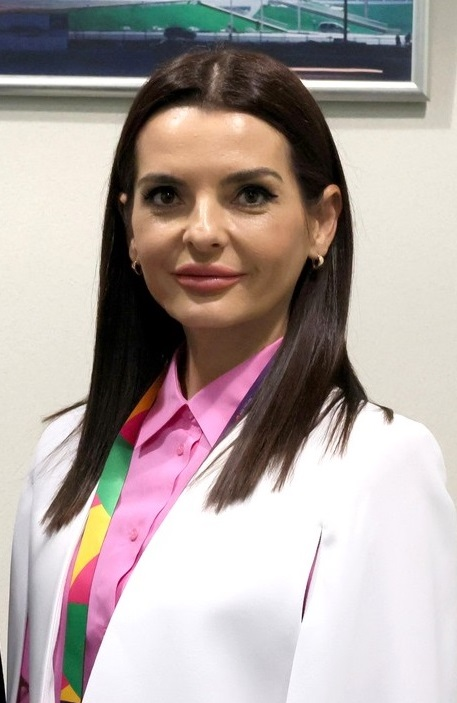
Evghenia Guțul

Huit candidats se présentent en 2023, dont six indépendants, un membre du PSRM et un membre du Parti Șor. Si Grigorii Uzun est officiellement membre du PSRM, une partie de ce dernier choisi finalement d'apporter son soutien au candidat indépendant Victor Petrov, largement favori, Uzun faisant l'objet de plusieurs scandales de corruption. 
Grigorii Uzun reçoit le soutien affirmé de l'ancien président PSRM Igor Dodon, qui participe à plusieurs meetings de campagne du candidat, dans lesquels il plaide pour un rapprochement avec la Russie, déclarant notamment son intention d'inviter en Gagouzie le président Vladimir Poutine s'il est réélu à la présidence en 2024.
La candidate du Parti Șor, Evghenia Guțul, est quant à elle soutenu par des députés nationaux du parti ainsi que son dirigeant, Ilan Șor, qui intervient par visio-conférence, étant toujours en résidence surveillée pour fraude présumée. Dans la lignée de ses discours populistes, ce dernier promet aux électeurs d'investir plus de 500 millions d'euros dans la région autonome, de construire un aéroport dans sa capitale Comrat, de créer sept mille emplois et même d'augmenter les salaires et les pensions de retraites, pourtant gérés par le gouvernement moldave et non par celui gagaouze. Le parti est cependant l'objet d'une poursuite en justice pour ses liens avec le gouvernement russe dans le cadre plus large du conflit entre l'Ukraine et la Russie. Le parti est alors susceptible d'être interdit, ce qui pourrait invalider la candidature d'Evghenia Guțul,,.

## Résultats
| Candidats                | Candidats                | Partis                   | Premier tour | Premier tour | Second tour | Second tour |
| Candidats                | Candidats                | Partis                   | Voix         | %            | Voix        | %           |
| ------------------------ | ------------------------ | ------------------------ | ------------ | ------------ | ----------- | ----------- |
|                          | Evghenia Guțul           | PȘ                       | 14 890       | 26,47        | 27 374      | 52,34       |
|                          | Grigorii Uzun            | PSRM                     | 14 849       | 26,40        | 24 926      | 47,66       |
|                          | Victor Petrov            | Indépendant              | 9 133        | 16,24        |             |             |
|                          | Dumitru Croitor          | Indépendant              | 5 825        | 10,35        |             |             |
|                          | Nicolai Dudoglo          | Indépendant              | 5 059        | 8,99         |             |             |
|                          | Serghei Cimpoieș         | Indépendant              | 3 228        | 5,74         |             |             |
|                          | Mihail Formuzal          | Indépendant              | 1 969        | 3,50         |             |             |
|                          | Serghei Cernev           | Indépendant              | 1 301        | 2,31         |             |             |
|                          |                          |                          |              |              |             |             |
| Votes valides            | Votes valides            | Votes valides            | 56 254       | 98,51        | 52 300      | 97,44       |
| Votes blancs et nuls     | Votes blancs et nuls     | Votes blancs et nuls     | 853          | 1,49         | 1 376       | 2,56        |
| Total                    | Total                    | Total                    | 57 107       | 100          | 53 676      | 100         |
| Abstention               | Abstention               | Abstention               | 35 456       | 38,30        | 38 882      | 42,01       |
| Inscrits / participation | Inscrits / participation | Inscrits / participation | 92 563       | 61,70        | 92 558      | 57,99       |

## Analyse
Pour la première fois depuis plus de vingt ans, le scrutin n'est pas remporté par un candidat indépendant, Grigorii Uzun et Evghenia Guțul se qualifiant pour le second tour, remporté par cette dernière,. 
Accusé de participer aux tentatives de déstabilisation du pays par la Russie dans le contexte de l'invasion de l'Ukraine par cette dernière, le Parti Șor est cependant interdit sur décision de la Cour constitutionnelle le 19 juin 2023. Ses membres sont automatiquement réenregistrés comme indépendants,. Guțul annonce ainsi qu'elle gouvernera en tant qu'indépendante. Elle prend ses fonctions le 19 juillet 2023.
En mars 2025, Evguenia Gutsul est arrêtée par la police moldave à la demande du Centre national de lutte contre la corruption pour avoir organisé de 2019 à 2022 le financement illégal du Parti Șor par des groupes criminels à hauteur de 2,2 millions d'euros, et d'avpir en retour obtenue un financement de sa campagne,. Son arrestation intervient à l’aéroport de Chisinau alors qu'elle s'apprêtait à quitter le pays pour Istanbul. À la suite de cette arrestation, elle demande le soutien de la Russie pour « utiliser tous les mécanismes diplomatiques, politiques et juridiques pour faire pression sur les autorités moldaves » et la protection de la Turquie au nom de l'« espace historique commun » unissant le pays au gagaouzes, un peuple turcophone,. Le 5 août 2025, elle est condamnée à sept ans de prison ferme,.